# Thore Dilschmann
Thore Dilschmann (* 25. August 2006 in Wedel) ist ein deutscher Basketballspieler.

## Werdegang
Dilschmann spielte ab 2015 im Nachwuchsbereich der Itzehoe Eagles. Ab der Saison 2019/20 bis 2022 trug er in der Jugend-Basketball-Bundesliga zusätzlich die Farben des SC Rist Wedel.
2022 ging er zum UBC Münster und ans Sportinternat Münster, zog sich eine schwere Verletzung zu und kehrte daraufhin vorerst nach Itzehoe zurück. Für die Mannschaft aus Schleswig-Holstein bestritt Dilschmann zwischen Januar und Ende April 2023 sechs Begegnungen in der 2. Bundesliga ProB.
Im Sommer 2023 schloss er sich erneut dem UBC Münster an. Er spielte für die Westfalen zunächst in der Nachwuchs-Basketball-Bundesliga und in der zweiten Herrenmannschaft (1. Regionalliga). 2024 erhielt er auch einen Platz in Münsters Zweitligaaufgebot. Im Februar 2025 brachte Münsters Trainer Götz Rohdewald Dilschmann erstmals in einem Spiel der 2. Bundesliga ProA zum Einsatz. Während der Sommerpause 2025 wurde Dilschmann von den Münsteranern mit einem Dreijahresvertrag ausgestattet.